# City of Chelmsford
City of Chelmsford  är ett distrikt (motsvarande kommun) i grevskapet Essex i England, Storbritannien. Distriktet har 183 326 invånare (2022).
Förutom huvudorten Chelmsford är South Woodham Ferrers den enda större orten.

## Civil parishes
Huvudorten Chelmsford saknar civil parish. Resten av distriktet är indelat i 29 civil parishes: Boreham, Broomfield, Chelmer, Chelmsford Garden, Chignall, Danbury, East Hanningfield, Galleywood, Good Easter, Great and Little Leighs, Great Baddow, Great Waltham, Highwood, Little Baddow, Little Waltham, Margaretting, Mashbury, Pleshey, Rettendon, Roxwell, Runwell, Sandon, South Hanningfield, South Woodham Ferrers, Springfield, Stock, West Hanningfield, Woodham Ferrers and Bicknacre, Writtle.